# Cutberto
Cutberto  è un nome proprio di persona italiano maschile.

## Varianti
- Maschili: Cudberto[1]

### Varianti in altre lingue
- Catalano: Cutbert[2]
- Anglosassone: Cuthberht[3]
- Inglese: Cuthbert[3][4]
  - Ipocoristici: Cuddie[4], Cuddy[4]
- Spagnolo: Cutberto[2]

## Origine e diffusione
Continua il nome anglosassone Cuthberht, composto da cuþ ("famoso") e beorht ("luminoso", "brillante", "splendente"), col significato complessivo di "uomo di chiara fama". 
Diffuso in Inghilterra grazie al culto di san Cutberto di Lindisfarne (a cui sono dedicate oltre settanta chiese), fu uno dei pochi nomi anglosassoni a sopravvivere alla conquista normanna, rimanendo utilizzato soprattutto nel nord, anche se finì per rarificarsi con la Riforma Protestante; ritornò brevemente in voga solo durante il XIX secolo. Anche in italiano è ricordato grazie alla medesima figura, ed è estremamente raro.

## Onomastico
L'onomastico si può festeggiare il 20 marzo in memoria di san Cutberto, vescovo di Lindisfarne e guaritore. Si ricordano con questo nome anche, alle date seguenti:
- 19 marzo, san Cutberto di Bretagna[6]
- 26 ottobre, san Cutberto, abate di Lyminge nel Kent, quindi vescovo di Hereford e poi arcivescovo di Canterbury[6]
- 30 novembre, san Cutberto Mayne, sacerdote, uno dei quaranta martiri di Inghilterra e Galles[6]

## Persone

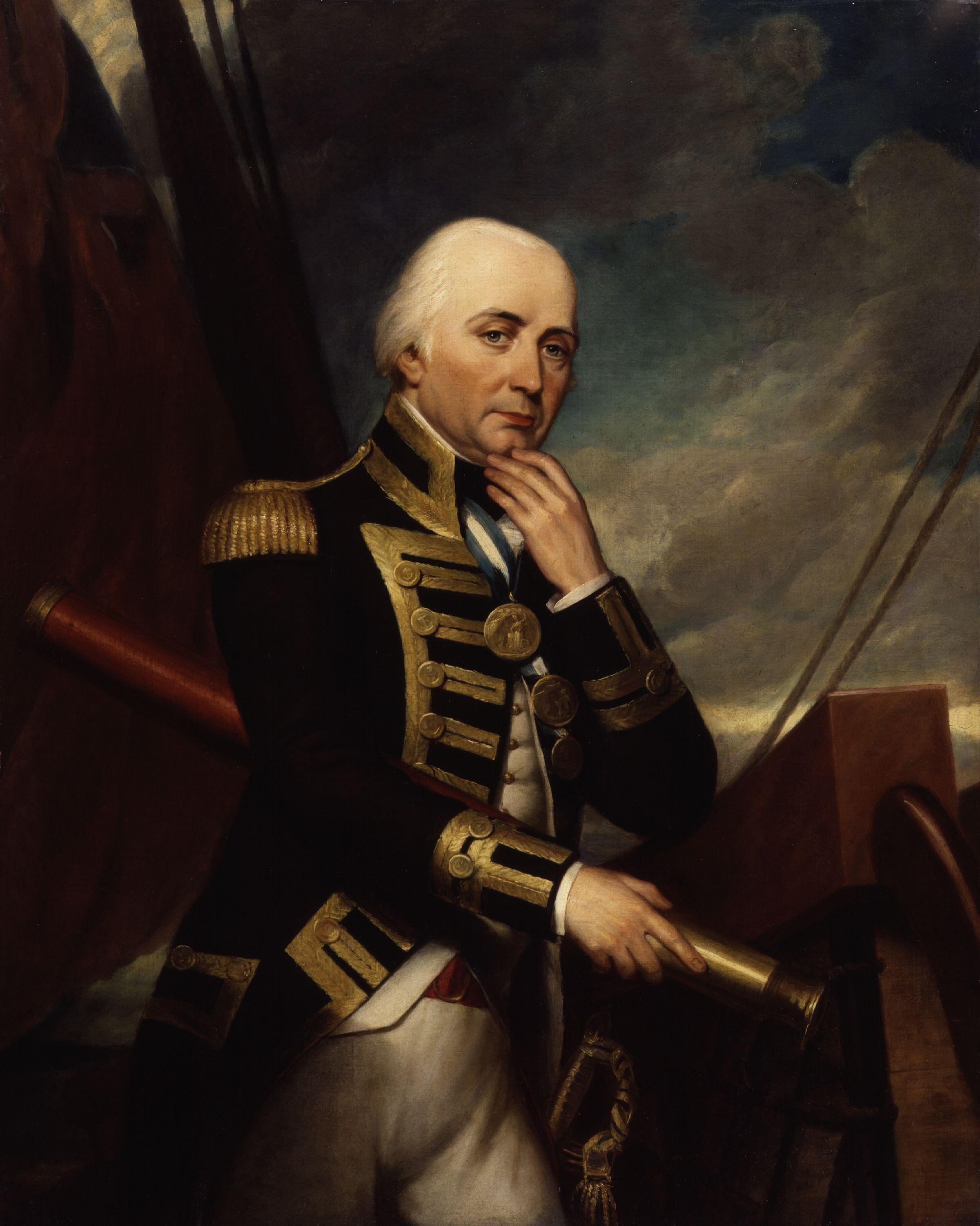
Cuthbert Collingwood

- Cutberto di Lindisfarne, monaco e vescovo cattolico anglosassone
- Cutberto Mayne, presbitero inglese

### Variante Cuthbert
- Cuthbert Collingwood, ammiraglio britannico
- Cuthbert Malajila, calciatore zimbabwese
- Cuthbert Ottaway, calciatore inglese
- Cuthbert Sebastian, medico e politico nevisiano
- Cuthbert Victor, cestista americo-verginiano

## Il nome nelle arti
- Cuthbert è un personaggio del film del 1931 La beffa dell'amore, diretto da Allan Dwan.
- Cuthbert è un personaggio del film del 1936 Troppo amata, diretto da Clarence Brown.
- Cuthbert è un personaggio del romanzo di John Gardner Mai giocare col fuoco (1994).
- Cuthbert Allgood è un personaggio della serie di romanzi e fumetti La torre nera, nata nel 1982.
- Cuthbert Coot è il nome originale di Pistacchio Coot, membro della Banda Disney creato nel 1945.
- Cuthbert Rüf è un personaggio della serie di romanzi Harry Potter (1997-2007), scritta da J. K. Rowling.
- Il colpo di Cuthbert (The Clicking of Cuthbert) è una raccolta di racconti dell'umorista britannico P. G. Wodehouse (1922).